# Miconia cyathanthera
Miconia cyathanthera är en tvåhjärtbladig växtart som beskrevs av José Jéronimo Triana. Miconia cyathanthera ingår i släktet Miconia och familjen Melastomataceae. Inga underarter finns listade i Catalogue of Life.